# Ioan Dinuță
Ioan Dinuță (n. 21 decembrie 1958, București) este un economist, absolvent în 1985 al Academiei de Studii Economice din București și politician român, membru din 6 ianuarie 1990 al PNȚ-CD. A fost primar al sectorului 6 în perioada iunie 1996 - iunie 2000 din partea CDR, iar în 1992 - 1996 a ocupat la aceeași primărie funcția de viceprimar. A fost economist în secția de mecanizare a I.A.S. din Chișineu-Criș și contabil-șef în comuna Zarea.

## Vezi și
- Lista primarilor sectoarelor bucureștene aleși după 1989

## Legături externe
- Gangsterul Bucurenciu - jurnalul.ro